# 22442 Blaha
22442 Blaha (1996 TM9) là một tiểu hành tinh vành đai chính được phát hiện ngày 14 tháng 10 năm 1996 bởi J. Ticha và M. Tichy ở Klet.